# Rzeczpospolita Polska (miesięcznik)
Rzeczpospolita Polska – miesięcznik, oficjalny organ prasowy Delegatury Rządu na Kraj, wydawany od 15 marca 1941 do lipca 1945 roku do chwili rozwiązania Rady Jedności Narodowej i Delegatury. Nakład pisma wynosił od 3500 do 16 tysięcy egzemplarzy. W tym czasie ukazało się 80 numerów „Rzeczpospolitej”. Lewandowska określiła ten miesięcznik jako „pismo instrukcyjne i źródło informacji” dla organizacji i innych redakcji pism podziemnych Państwa Podziemnego.
Pierwszy numer, wydany z datą 15 marca 1941 roku, liczył dwanaście stron, i przedstawiał następujące artykuły: Niepodległa Rzeczpospolita Polska istnieje i walczy, Wiara w zwycięstwo, Treuga Dei w Polsce, Cynizm, prowokacja i zbrodnia oraz stałe rubryki: „Sprawy polskie na obczyźnie”, „Kronika zagraniczna” i „Na ziemiach Rzeczypospolitej”.
Redaktorem głównym był Stanisław Kauzik, następnie Franciszek Głowiński („Tadeusz Bronicz”, „Czołowski”) aresztowany 2 lutego 1944 roku, a po nim Teofil Syga („Cedro”, „Grudzień”). W skład redakcji wchodzili: Tadeusz Kolski, Witold Żarski, Stefan Krzywoszewski, Marian Grzegorczyk, Zbigniew Kunicki oraz Jan Mosiński. Współredagowali je także: Witold Giełżyński, Marian Grzegorczyk, Tadeusz Kobylański, Kazimierz Koźniewski, Stefan Krzywoszewski i Zbigniew Kunicki.
Z pismem współpracowali często autorzy tacy jak: Andrzej Tretiak, Wacław Borowy, Zygmunt Wojciechowski.
Po upadku powstania warszawskiego „Rzeczpospolita Polska” wydawana była w Krakowie.
Działy:
- pierwszy: zamieszczał oficjalne odezwy, oświadczenia i komunikaty Delegata
- drugi: umieszczał artykuły wyrażające poglądy Delegatury
- trzeci: tutaj publikowane były materiały dotyczące działalności Rządu i Rady Narodowej na emigracji, a także walk armii polskiej na Zachodzie
- czwarty: publikował wiadomości ze świata, głównie polityczne, następnie o przebiegu wojny
- piąty: informował o sytuacji i wydarzeniach na ziemiach wcielonych do Rzeszy, a także terytoriach pod okupacją sowiecką (temat omawiany później w dedykowanych dodatkach do „Rzeczpospolitej” – „Ziemie Zachodnie” i „Ziemie Wschodnie”)
- szósty: zawierał przeglądy prasy konspiracyjnej